# Juan Lorenzo
Juan Lorenzo (...) è un chitarrista di flamenco italiano.
Di origini spagnole, è uno dei massimi esponenti della chitarra flamenca in Italia, sia come solista, sia come accompagnatore di ballo e di canto.
Si forma a Siviglia con Miguel Perèz e Mario Escudero, e prosegue il suo percorso artistico con collaborazioni con chitarristi come José Luis Postigo, Victor Monge "Serranito", Paco Serrano, Carlos Heredia. 
Accompagna ballerini (El Junco, Manolo Marin, José Greco) e "cantatores" (José de la Tomasa, Carmen Sanchez) e con alcuni di essi compirà varie tournée europee.
Durante la sua carriera ha la possibilità di incontrare salire sul palco con chitarristi non solo flamenco come Al Di Meola, Elliot Fisk ed altri. Ha suonato con il chitarrista classico Flavio Sala, con cui ha inciso il disco "Encuentro", prodotto da FelMay e distribuito da Egea.
È membro della Fundaciòn Cristina Heeren di Siviglia, una delle più accreditate e riconosciute scuole di flamenco in tutta la Spagna.

## Pubblicazioni

### Discografia
- Flamenco Libre
- Recuerdos De Triana (Con Tony Esposito alle percussioni)

### Saggi
- La chitarra Flamenca
- Chitarra Flamenca d'autore (pubblicato dalla rivista di settore Guitart)

È autore di molte pubblicazioni didattiche sul Flamenco.